# Pustelnia (województwo zachodniopomorskie)
Pustelnia – osada w Polsce położona w województwie zachodniopomorskim, w powiecie wałeckim, w gminie Człopa. Miejscowość wchodzi w skład sołectwa Golin.
W latach 1975–1998 miejscowość należała administracyjnie do województwa pilskiego.